# Allium lacunosum
Allium lacunosum — вид трав'янистих рослин родини амарилісові (Amaryllidaceae), ендемік північно-центральної Каліфорнії, США.

## Опис
Цибулин 1–3(5), яйцюваті, 1–2 × 1–2 см; зовнішні оболонки містять 1 або більше цибулин, коричневі, чітко виражені клітинно-сітчасті, перетинчасті; внутрішні оболонки від білих до світло-коричневих. Листки стійкі, в'януть від кінчика в період цвітіння, 2–3; листові пластини сплющені, півциліндричні або ± жолобчасті, 10–30 см × 0.5–3 мм, поля цілі. Стеблина стійка, одиночна, прямостійна, циліндрична, 10–35 см × 1–4 мм. Зонтик стійкий, прямостійний, компактний або нещільний, 5–45-квітковий, цибулинки невідомі. Квіти дзвінчасті, 4–9 мм; листочки оцвітини прямостійні або розлогі від основи, від білих до темно-рожевих з більш темними серединними жилками, від ланцетно-яйцюватих до яйцюватих, ± рівні, краї цілі, верхівка тупа, гостра або коротко гостра. Пиляки жовті; пилок жовтий. Насіннєвий покрив тьмяний або блискучий.

## Поширення
Ендемік північно-центральної Каліфорнії, США.